# Anna Chromý
Anna Chromý   (Český Krumlov, 18 de juliol de 1940 - Mònaco, 18 de setembre de 2021) va ser una pintora i escultora txeca. Al final de la Segona Guerra Mundial, la família de Chromy es va traslladar de Bohèmia a Viena, Àustria. La seva família no tenia diners suficients perquè assistís a l'escola d'art, fins que els seus pares es varen casar i traslladar a París. Va rebre la seva formació a l'École des Beaux-Arts. Va ser aquí on es va interessar per Salvador Dalí i altres surrealistes i va començar a utilitzar els suaus colors de William Turner en els seus quadres.

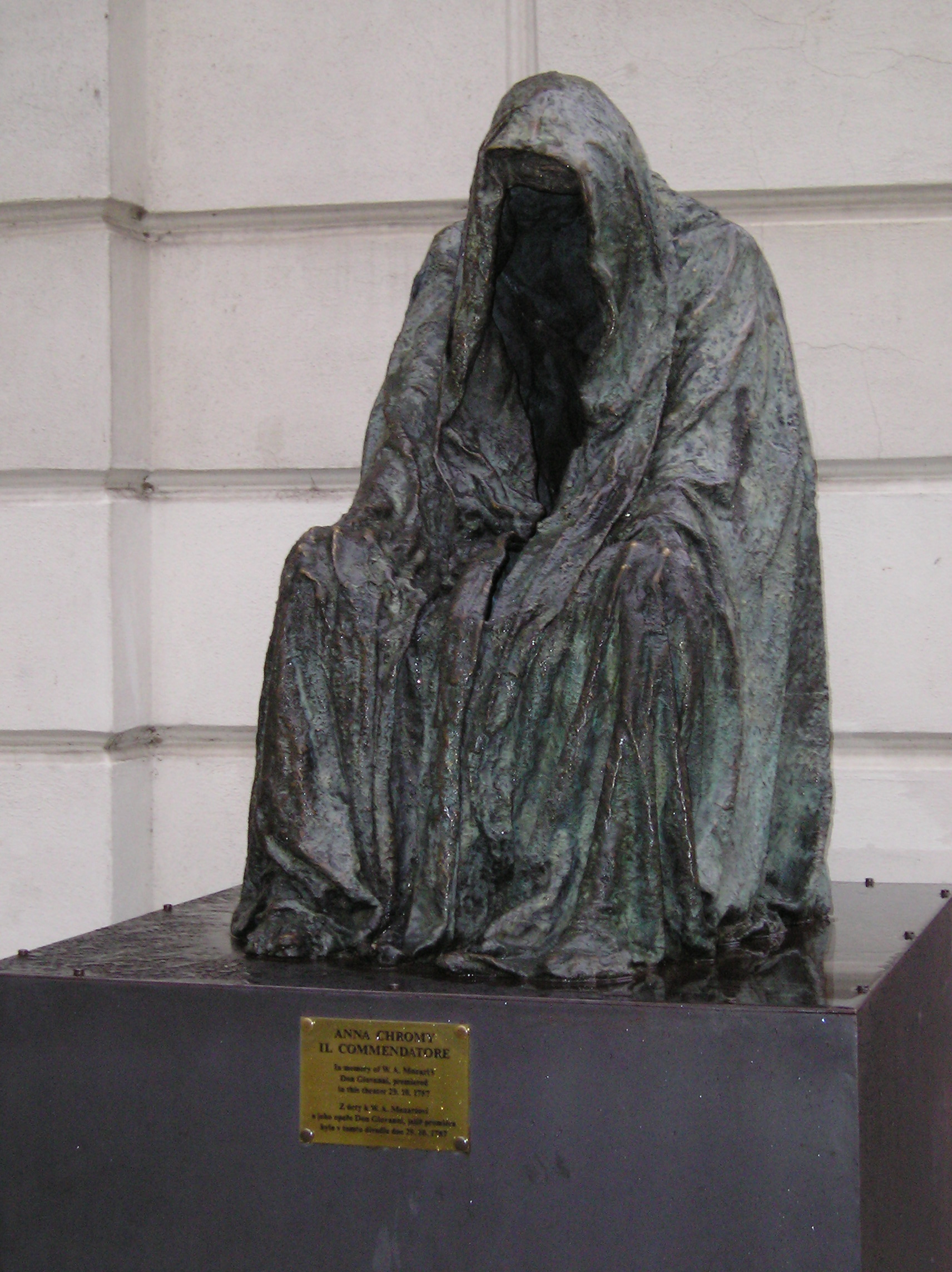
Il Commandatore, en memòria de Don Giovanni de Mozart es va estrenar el 29 d'octubre de 1787 al teatre Estates de Praga.

Un accident molt greu per la seva vida el 1992 va significar que Chromy no pogués pintar durant vuit anys. Llavors va dedicar-se a l'escultura utilitzant el bronze i el marbre com a suports.

## Biografia
Pintora i escultora europea, va néixer d'una mare txeca i un pare alemany el 18 de juliol de 1940 a Krumau, Txecoslovàquia. La infància d'Anna a Bohèmia li va proporcionar la seva primera indulgència en l'art i sovint estava fascinada amb imatges d'antics palaus on es mostraven escultures, gràfics i pintures. Després de la Segona Guerra Mundial, al cap de cinc anys, Anna i la seva família es van veure obligats a abandonar Krumlov i traslladar-se a Àustria. A Àustria, la cultura musical de Viena i Salzburg va provocar una gran i llarga impressió a Anna i, finalment, seria la inspiració de moltes de les seves obres d'art. El 1970, Anna i el seu marit, Wolfgang, es van traslladar a Barbizon, França, al sud-est de París. Aquí, Anna es va veure envoltada d’artistes que venien de lluny i d'arreu per pintar els bells boscos de Fontainebleau. Mentre es trobava a Barbizon, Anna va començar a estudiar a l'Acadèmia de la Gran Chaumire de París.
Mentre estudiava a París, Anna va conèixer al seu mentor, Salvador Dalí, que també es va convertir en amic personal. Com a alumne, Dalí va inspirar la imaginació i la creativitat d’Anna amb el seu estil d’art personal conegut com a surrealisme. Anna va apreciar l'estil de Dalí i les seves pintures es van inspirar en l'admiració de Dalí i d'altres artistes del surrealisme com Max Ernst i Rene Magritte. Va fer un carbonet de Dalí i Gala titulat "Homage Dali & Gala", i la imatge de Dalí apareix a la seva pintura a l'oli de 1981, "The Boat of Cadaces".
A partir de la dècada de 1980, el treball d’Anna va començar a ser la imatge de molts esdeveniments de gran divulgació. El 1985, Anna va crear tres esbossos anomenats "Faces of Peace" per a l'Any de la Pau de les Nacions Unides a Nova York. La seva pintura, Man, Earth, Univers, que va ser la interpretació d’Anna de la transcendència cap a un món millor, es va convertir en la pintura oficial de la Fira Mundial del 1992, també coneguda com a EXPO 92, a Sevilla, Espanya. El 1985, Chromy i el seu marit van establir una nova llar a Cap Martin, França, a la Costa Blava, on ella i el seu marit van gaudir molts anys amb els seus tres gossos i diversos gats. En aquesta vila, Anna tenia una sala on mostrar totes les seves obres d'art, convertint la casa en el seu propi museu exclusiu. Anna va trobar molta satisfacció al poder aportar la seva pròpia individualitat a aquesta vil·la. Va pintar un mural d'àngels en un dels sostres i figures de ball a les portes del seu armari. Va convertir una de les habitacions en un estudi on va pintar la seva versió de l'"Últim sopar". I avui, l'escultura d'Anna, "Capa de Sant Martí", és a l'entrada del Cap Martin.

## Estudi
Anna Chromy té el seu estudi a Pietrasanta, Toscana, on fa també fosa de bronze, la Fonderia Artistica Mariani i Massimo Del Chiaro. I per a les seves escultures de marbre treballa a l'estudi de Massimo Galleni a Pietrasanta. A Carrara, esculpeix a l'estudi Michelangelo de Franko.
Mentre vivia a Cap Martin, Anna va començar a esculpir marbre a l'estudi de Massimo Galleni a Pietrasanta i Carrara, Itàlia, així com a l'estudi Michelangelo de Franko Barattini. L’any 2002 es va presentar l'escultura d’Anna, “El cor del món”, al papa Joan Pau II a la plaça de Sant Pere al Vaticà. El 2008, Anna va rebre el "Primo Michelangelo" que és el màxim guardó per a un escultor a Itàlia. Sense oblidar la influència musical d’Àustria, Anna va ser la primera escultora a fer els personatges de Don Giovanni en bronze a mida natural.
El 2000, Anna va mostrar la seva exhibició de Don Giovanni i l'Exposició Sound of Bronze a Praga. Aquesta exposició va tenir un èxit enorme i va comportar una gran exposició. Avui, la font d'Anna de músics txecs es troba a la plaça Semovazni de Praga. La seva escultura, "La capa de la consciència", es troba a l'entrada principal de la Stavovske Divadlo. A Praga, Anna ha rebut diversos premis de prestigi, entre els quals els premis Masaryk, Dali i Kafka. L’interès d’Anna per la mitologia grega i romana la va influir a crear escultures com “Europa” i “Esperit Olímpic”. Totes les escultures d'Anna de figures mítiques es van mostrar a la terrassa del Museu Nacional Arqueològic d'Atenes, Grècia.
El 2009, la Xina va convidar a Anna com a primera escultora estrangera que es va incorporar a l'Acadèmia Xinesa d'Escultura i la seva obra es percep principalment com un missatge de pau i harmonia. L'escultura d’Anna, “Carmen”, seria l'espectacle del nou teatre d’òpera de Guangzhou i la seva escultura, “Sísifo”, tindria un lloc d’honor al Museu d’Art Modern de Guangzhou. També aquell any, l'escultura d'Anna, Olivier d'Or, va ser presentada per Albert II, príncep de Mònaco, al guanyador del premi Nobel de la pau, Elie Wiesel.
L'Anna ha estat esculpint des de fa més de vint anys i ha creat moltes escultures sorprenents que es poden veure a diversos països. Una escultura, en particular, "La capa de la consciència", és de molt l'escultura més monumental d'Anna; i és el seu llegat. El 2008, Anna va presentar un model de "La capa de la consciència" al papa Benet XVI al Vaticà per marcar la creació de l'Institut de Consciència, una organització dedicada al desenvolupament de les arts. "La capa de la consciència", una estàtua d'un mantell buit i drapejat, la veritable essència que s'amaga, ha esdevingut la motivació i la inspiració d'Anna. L’Anna ha esculpit aquest heroi invisible que s'oposa contra la corrupció, símbol d’esperança, amor i pau, a partir d’un bloc de marques de 200 tones de marbre derivat de la cova Michelangelo de Carrara. Una quantitat inigualable de força, coratge i devoció per aquesta profunda escultura s'ha estès al llarg de cinc anys i està a punt d'acabar-se. Les altres escultures d’Anna Chromy del mantell de la consciència es poden veure al Museu Arqueològic Nacional d’Atenes, Fundació Ferrero, Fundació C’a la Ghironda, Bolonya, Museo dei Bozzetti, Pietrasanta, Itàlia, a Àustria a la catedral de Salzburg, a l’Església de Keitum, Sylt, Alemanya, i al Palau Grimaldi, Principat de Mònaco.

## Art de la consciència

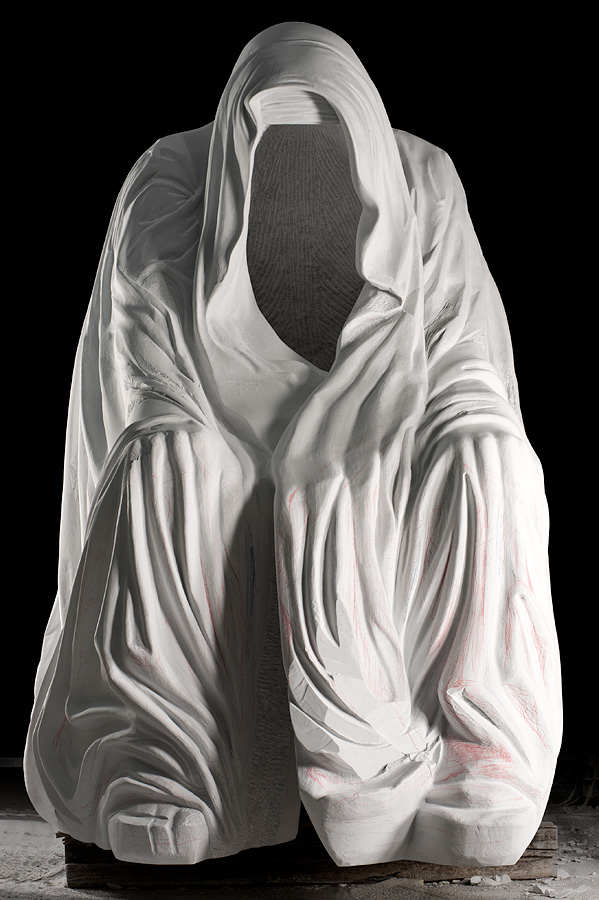
Capa alta de consciència de 15 peus (4,6 metres) d'alçada
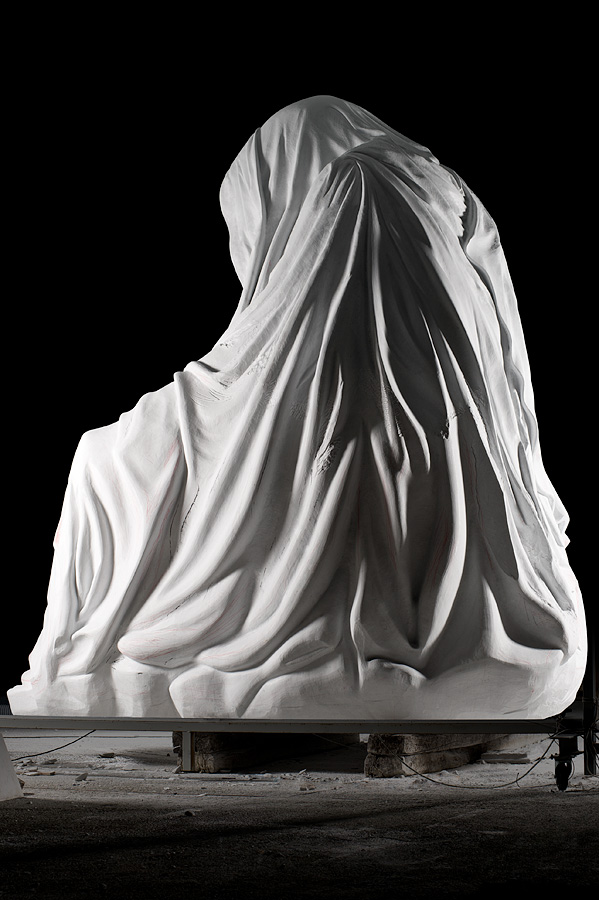
El mantell de consciència pesa 45 tones
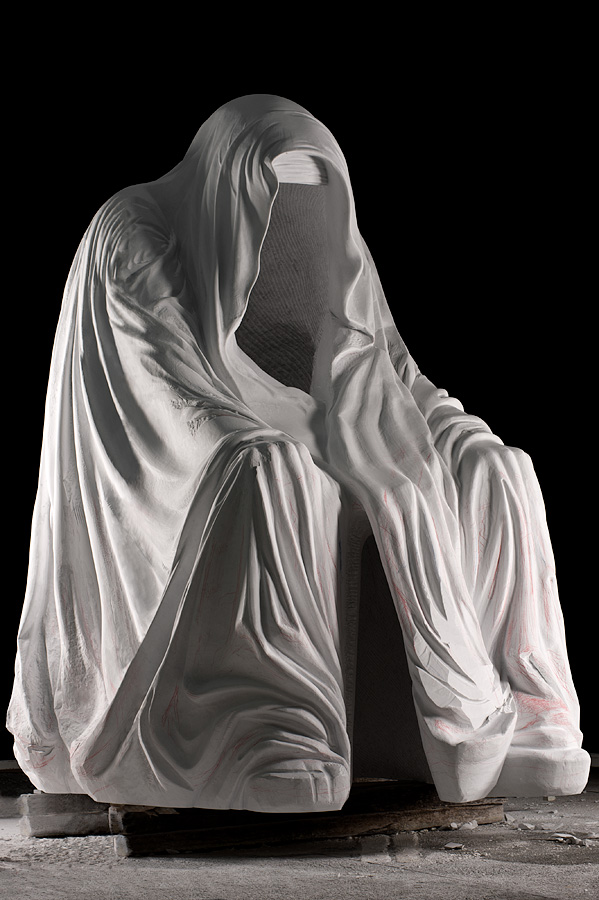
Els visitants poden passejar-hi.
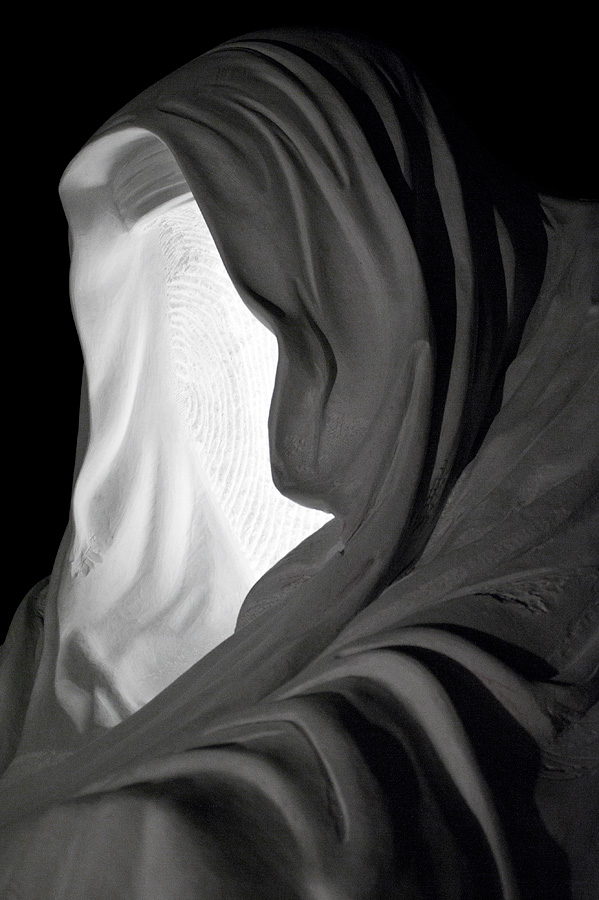
Obertura de la capa de la consciència

 La peça més coneguda de Chromy és l’abric buit, conegut com a The Cloak of Conscience, Piétà o Commendatore, situat a la catedral de Salzburg, Àustria, Stavovske divadlo a Praga, el Museu Arqueològic Nacional d'Atenes i altres llocs. Des de llavors, Chromy ha transformat La Capa en una capella de més de quatre metres d'altura, tallada en un bloc de marbre blanc amb un pes de 250 tones a la Cova Michelangelo de Carrara.
Altres obres importants són l'Esperit Olímpic, que se situaria davant de la nova biblioteca de Xangai; i Europa, una reinterpretació contemporània del vell mite, que se situaria a les institucions europees. El 2009, el seu "Olivier d'Or" va ser presentat per Albert II, príncep de Mònaco a la guanyadora del premi Nobel de la pau, Elie Wiesel. El 2008 va presentar un model d'"El capell de la consciència al papa Benet XVI a Saint Peters de Roma per marcar la creació de l'Institut de Consciència.

## Escultures Olímpiques
El 2012 als Jocs Olímpics de Londres, l'obra Olympic Spirit de Chromy es va situar a la Vila Olímpica, la llar dels atletes durant tota la durada dels jocs. Va ser obsequiat per Lord Moynihan, president de la British Olympic Association, com a regal per als esportistes que competien als Jocs. Alguns es fotografiaren amb l'escultura, inclòs Matthew Mitcham, que va pujar a la part superior de l'obra per fotografiar-se. Ulisses, una altra de la col·lecció olímpica, es va situar al port de Mònaco el 2011, i l'obra de Sísif a la Universitat de Pisa.

## Escultures públiques

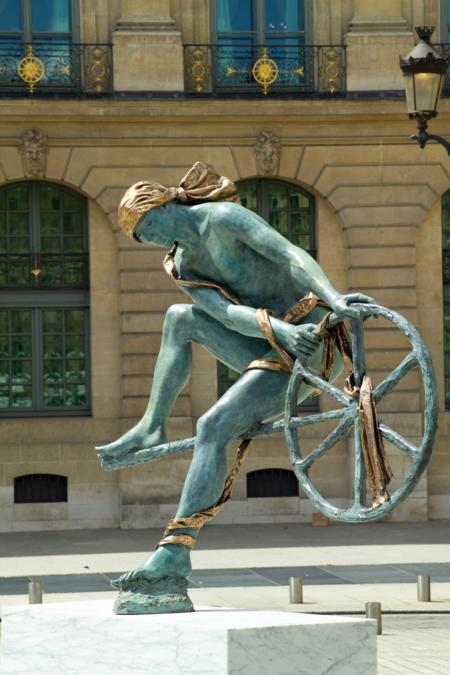
Ulisses (2000)
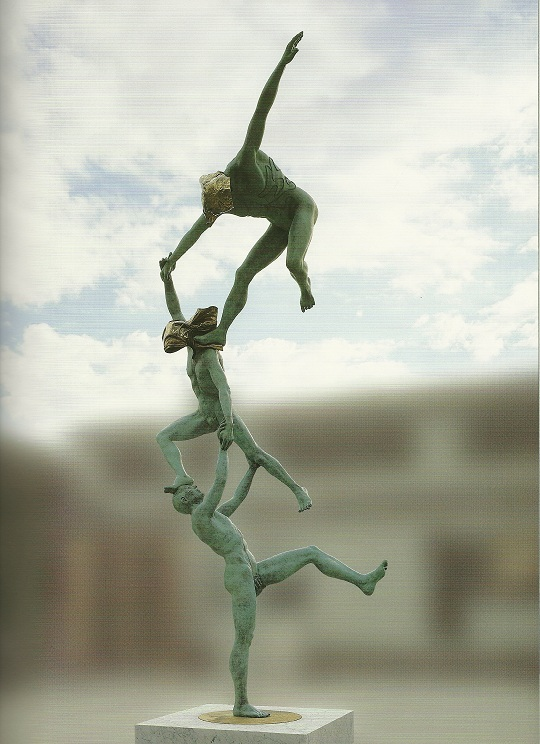
Esperit olímpic (2004)

 Chromy s'inspira en la música, l'òpera en particular; dansa clàssica; i els mites antics. Les seves pintures contenen referències a l'Escola de realisme fantàstic de Viena i altres artistes centreeuropeus. Els seus colors, de vegades usats també en escultures, tenen un tacte subtil a la manera de Turner. Es diu que és una europea per excel·lència.

## Exposicions
- Don Giovanni i el so del bronze (2000) a Praga (República Txeca)
- Il Canto di Orfeo (2004) Pietrasanta (Itàlia)
- Europe (2005) Place Vendôme, París (França)
- Mythos Revisited (2007), Museu Arqueològic Nacional, Atenes (Grècia)
- Somni de l'Orient (2009), Pequín (Xina)
- Mites del Mediterrani (2011), St. Tropez (França)
- Spiritus Mundi (2012), Foshan (Xina)

## Els premis Chromy
Els premis Chromy van ser ideats per Anna Chromy arran del seu estudi i pràctica de l'art de consciència. El lliurament de primer, el 2013, va homenatjar a aquells individus que van ser nominats per la seva diligència i servei per salvar la humanitat o la Terra, o tots dos, en la feina que realitzen. Els primers nominats van incloure persones com Bill Gates, Desmond Tutu, Aung San Suu Kyi i Gene Sharp. Després de completar The Cloak of Conscience, i després de reflexionar sobre l'obra de la seva vida, Chromy va pintar una sèrie d'olis sobre tela el 2012 anomenats Chromology. Es van crear per reflectir l'emoció, el propòsit i el significat dels que podrien guanyar un premi Chromy. Més tard es van afegir aquestes pintures i tota la col·lecció es va convertir en cromatologia.

## Pintures anteriors

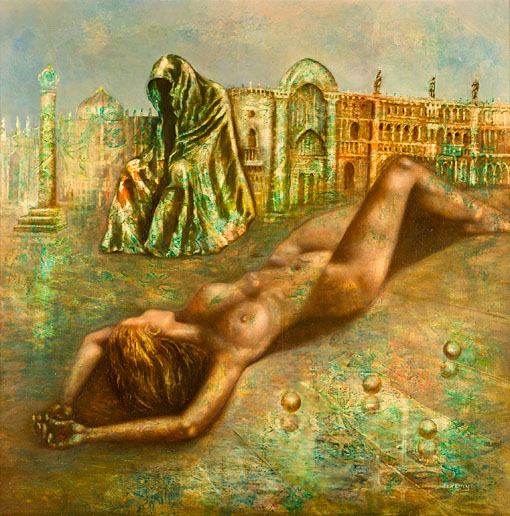
'Ser o no ser', 1982
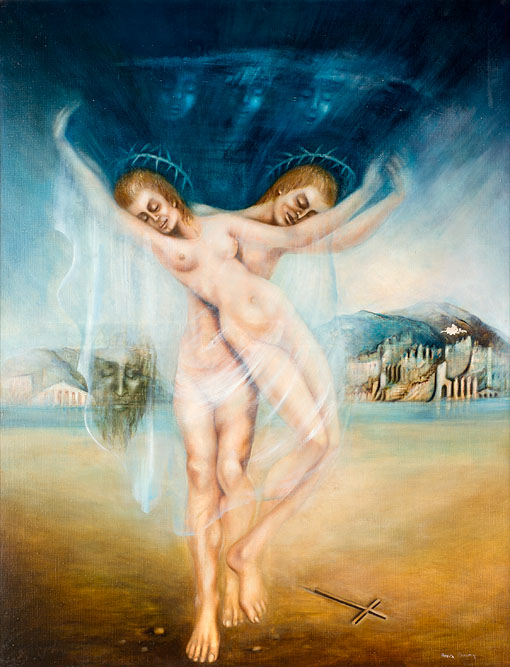
'Amor etern', 1979
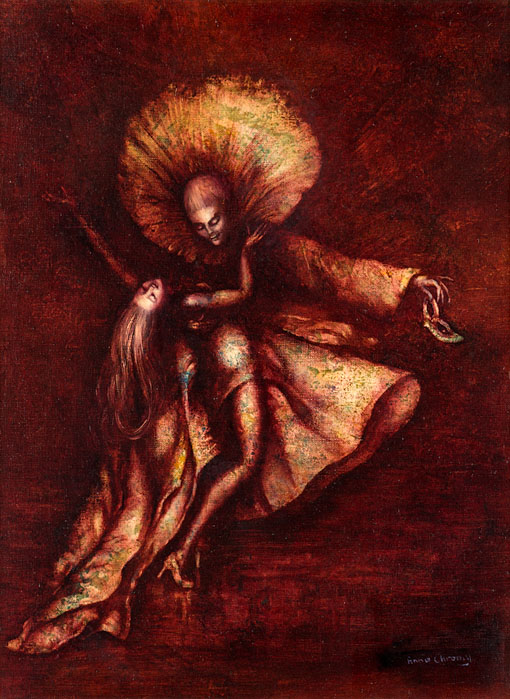
'Ball a Venècia', 1979
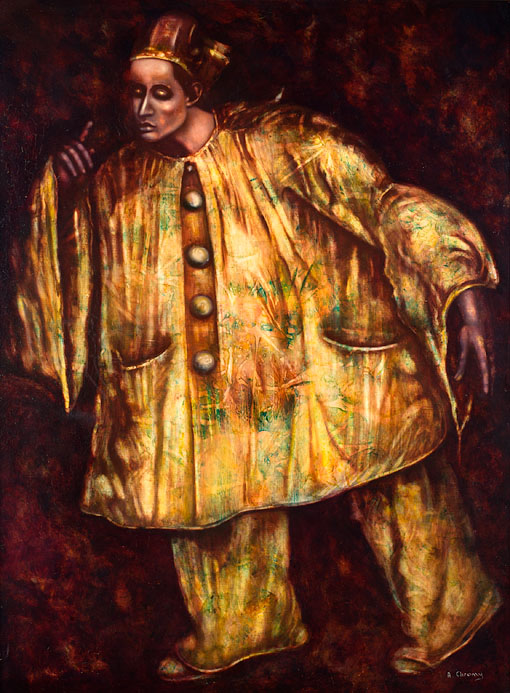
'Pallasso', 1979

## A la Xina
Anna Chromy ha tingut interès per la Xina des del 1995 quan va ser convidada honorífica a la fira d'art de Guangzhou. Amb el temps, la seva popularitat ha crescut a la regió. El desembre de 2011, en la seva exposició a Foshan, Qiao Hua, director de la Galediar d'Art de l'Avi, va formalitzar la seva popularitat quan va dir que les seves obres han guanyat el favor dels col·leccionistes a la Xina. Ha estat convidada a exposar tota la seva col·lecció per primera vegada al Museu Nacional de la Xina, a la plaça Tiananmen de Pequín. El juny de 2012, durant la col·locació de l’Esperit Olímpic de Chromy a l’Acadèmia Nacional d’Escultura de Pequín, Wu Weishan, director de l’Acadèmia, va nomenar Anna Chromy Membre Honorífica a l’Acadèmia Nacional.